# Гусиное (озеро, Бурятия)
Гуси́ное о́зеро (бур. Хүлэн нуур) — пресное озеро на юго-западе центральной Бурятии, в Селенгинском районе. Второй по площади, после Байкала, водоём на территории республики. С 2021 года, по версии Министерства туризма Республики Бурятия, входит в «ТОП-100 достопримечательностей Республики Бурятия».

## География

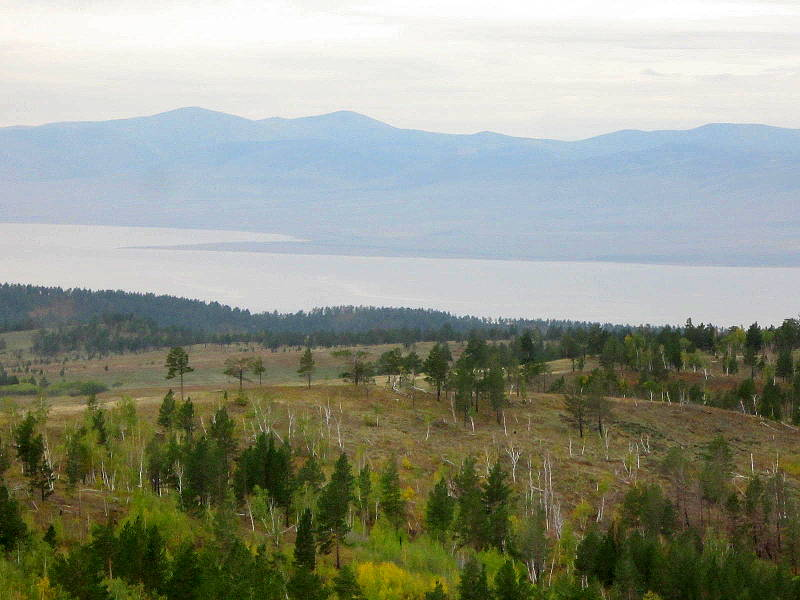
Вид на озеро и Хамбинский хребет с хребта Моностой

Расположено в Селенгинском среднегорье, в тектонической впадине в центре Гусиноозёрской котловины на высоте 550 м над уровнем моря, между Хамбинским хребтом Хамар-Дабана на северо-западе и хребтом Моностой с грядой Холбо́льджин на юго-востоке. С северо-востока к озеру примыкает Загустайская долина, с расположенным по склонам Моностоя городом Гусиноозёрском. К юго-западу от водоёма простирается Тамчинская равнина.
Площадь озера — 164,7 км², площадь водосборного бассейна — 924 км². Глубина — до 28 м, длина — 24,5 км, ширина — от 5 до 8,5 км.
В озеро впадают реки Цаган-Гол (85 % притока) на юго-западе, Загустай на северо-востоке и более мелкие речки, стекающие с Хамбинского хребта. Водотоки Моностоя незначительны, имеют сезонный характер. Часть питания озера осуществляется подземными источниками. Водоём имеет единственный сток — из южной оконечности озера вытекает река Баян-Гол, левый приток Селенги.
Берега безлесные, степные, лишь на северо-западе в устье ручья Ахар (Ельник) имеется небольшой массив смешанного леса, площадью около 1 км². Западное, северное и, частью, южное побережья Гусиного озера заболочены, особенно в устьях впадающих в него рек и ручьёв. Прибрежное дно илистое, покрыто водной растительностью. Восточный и южный берега на протяжении около 20 км представляют узкий песчаный пляж с чистой водой, пригодный для рекреационных целей.
Водоём замерзает в конце ноября — начале декабря, вскрывается в конце апреля — начале мая.

## Происхождение
На карте Семёна Ремезова конца XVII века на месте Гусиного озера отмечены три небольших водоёма в форме полумесяца. В 1720 году существовали только два озерка, между которыми стоял дацан. Около 1730 года началось наводнение и к 1740-м годам, в результате активных тектонических процессов (поднятием краёв и опусканием ложа Гусиноозёрской котловины, а также землетрясением 1742 года), образовался единый водоём, что вызвало переселение бурятских улусов выше к Хамбинскому хребту.
В 1749 году произошёл прорыв вод протоки Цаган-Гол из реки Темник в озеро. Наполнение котловины продолжалось до 1783 года, когда появился сток Баян-Гол в реку Селенгу.
После 1810 года озеро стало мелеть, исчез сток в Селенгу. В 1820 году появились острова Большой и Малый Осередыши с густой растительностью. С 1851 года во́ды вновь начали прибывать.
Современное состояние береговой линии связано с тектоническими процессами, произошедшими после Цаганского землетрясения на Байкале в 1862 году. Озеро распространилось на Загустайскую степь на десяток километров, окончательно исчезли острова, в 1869 году вновь появился сток Баян-Гол в реку Селенгу.

## Название
Гусиное озеро имеет исконное бурятское название — Хүлэн нуур (буквально «ноги+озеро»), отражающее состояние водоёма ещё в XVIII веке, когда в Гусиноозёрской котловине существовало несколько небольших озёр и их можно было перейти вброд.
Обилие гусей на острове Осерёдыш дало русское название озеру. На сегодняшний день остров погрузился под воду. Гусей на озере также нет, по крайней мере, их обилия.
В записках декабриста Николая Бестужева упоминаются два болота, между которыми был узкий перешеек, посредине которого находился островок с часовенкой. На болота прилетали гуси и лебеди.

## Ихтиофауна
В озере водится следующая рыба: окунь, плотва (сорога), щука, карась, язь. Из непромысловых видов рыб встречаются гольян озёрный, песчаная широколобка (ширик), щиповка.
В результате проведения рыбоводно-акклиматизационных работ встречаются также байкальский омуль, амурский сом, амурский сазан. Встречается также ротан, очевидно, непреднамеренно завезённый при выпуске молоди сазана из Хабаровского рыбхоза в 1969 году.

## Населённые пункты
На берегу озера расположены город Гусиноозёрск, посёлок Бараты, село Гусиное Озеро.

## Экология
На экологию озера значительно повлияли Гусиноозёрская ГРЭС и Холбольджинский угольный разрез.
Вдоль северо-западного берега проходит железнодорожная линия Улан-Удэ — Наушки Восточно-Сибирской железной дороги.

## История исследований
Озеро описано Н. А. Бестужевым и П. А. Кельбергом в очерке «Гусиное озеро», впервые напечатанном в «Вестнике естественных наук» в 1854 году.
Во второй половине XX и в начале XXI века на западном берегу озера в формации Муртой (нижний мел) были найдены останки плацентарного млекопитающего муртойлеста, динозавра-зауропода-титоназаврида тенгризавра, жившего 120 млн лет назад, когда Байкал ещё не существовал, орнитоподов, тероподов (теризинозавры и дромеозавры), хористодеров, орнитохейридов (птерозавров), черепах (базальные криптодиры макробениды).
В 2020 году Министерством туризма Бурятии был запущен Республиканский интернет-конкурс «ТОП-100 достопримечательностей Республики Бурятия». В результате голосования среди жителей и представителей муниципалитетов и организаций Гусиное озеро заняло 6 место.

## Галерея

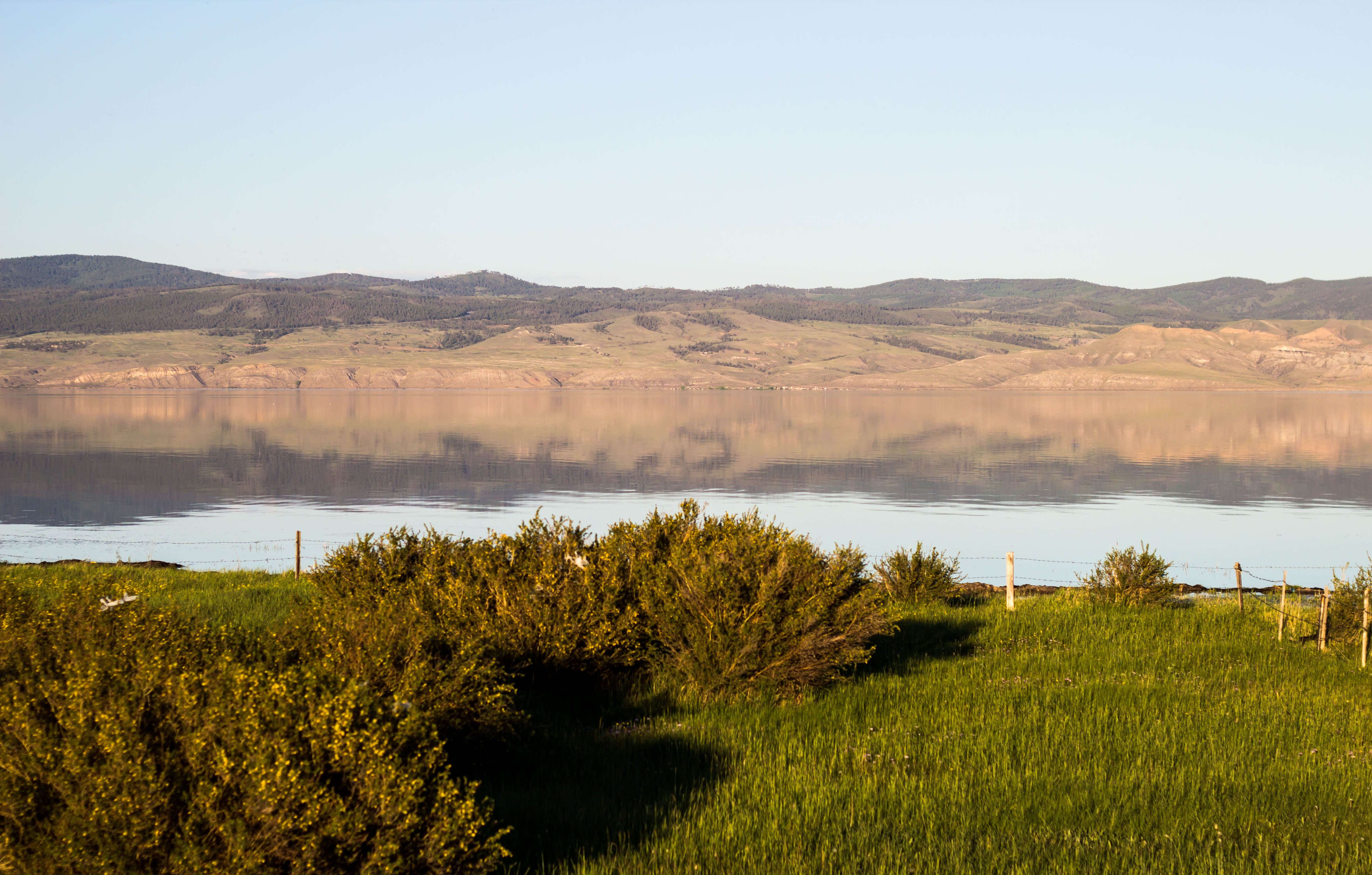
Вид на восток. Вдали — хребет Моностой
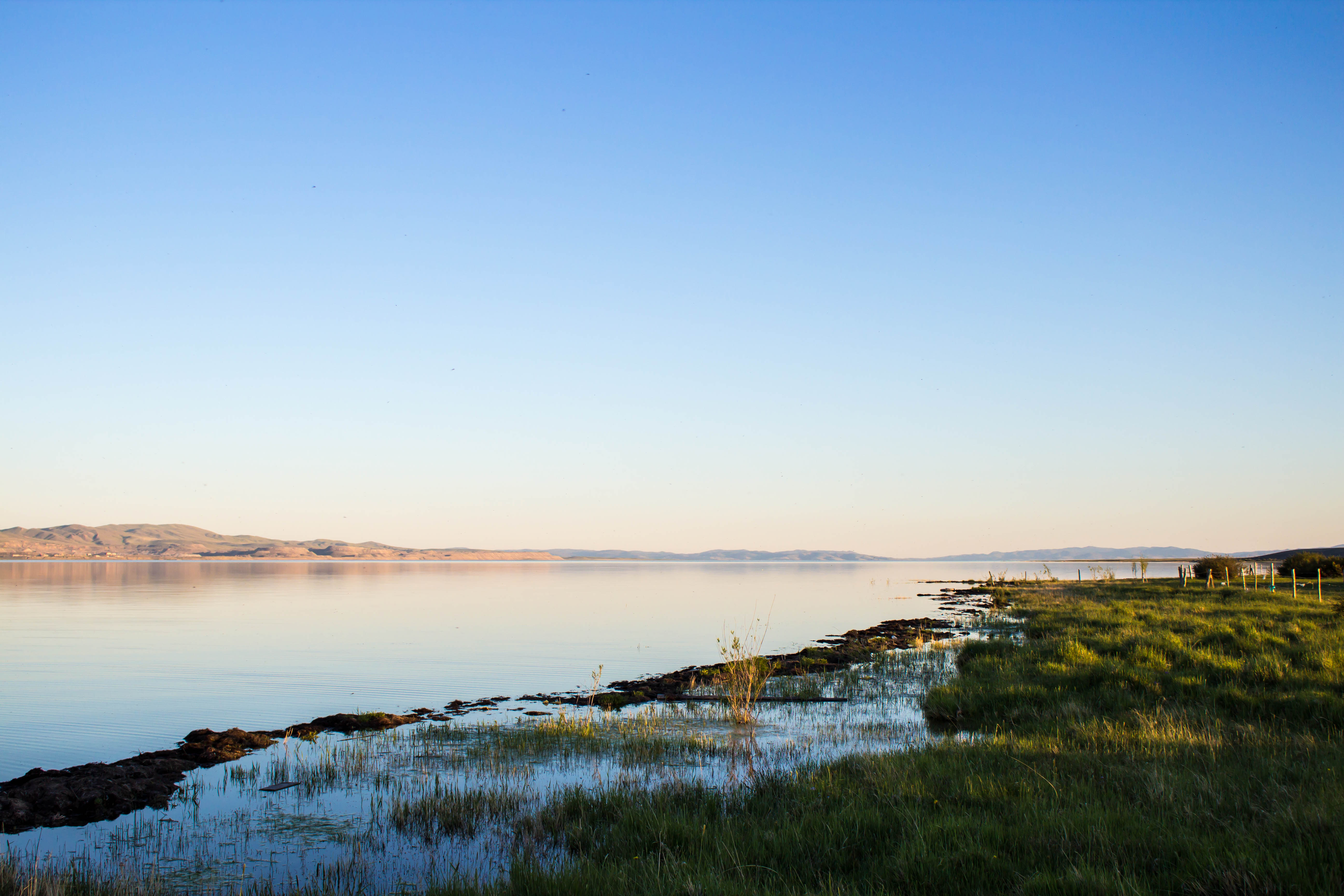
Западный берег. Вид на юг
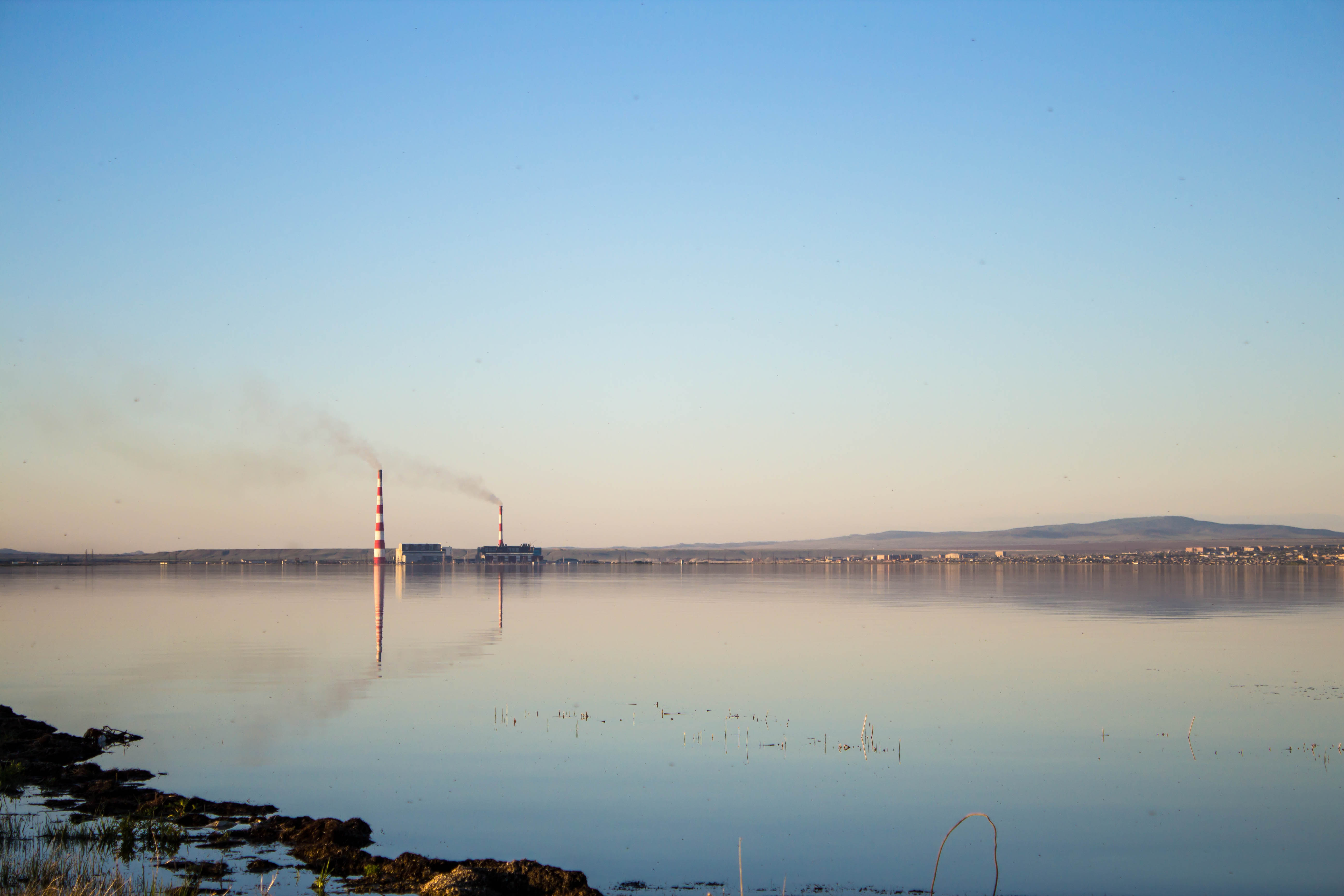
Гусиноозёрская ГРЭС. Вид с западного берега. Справа — Гусиноозёрск
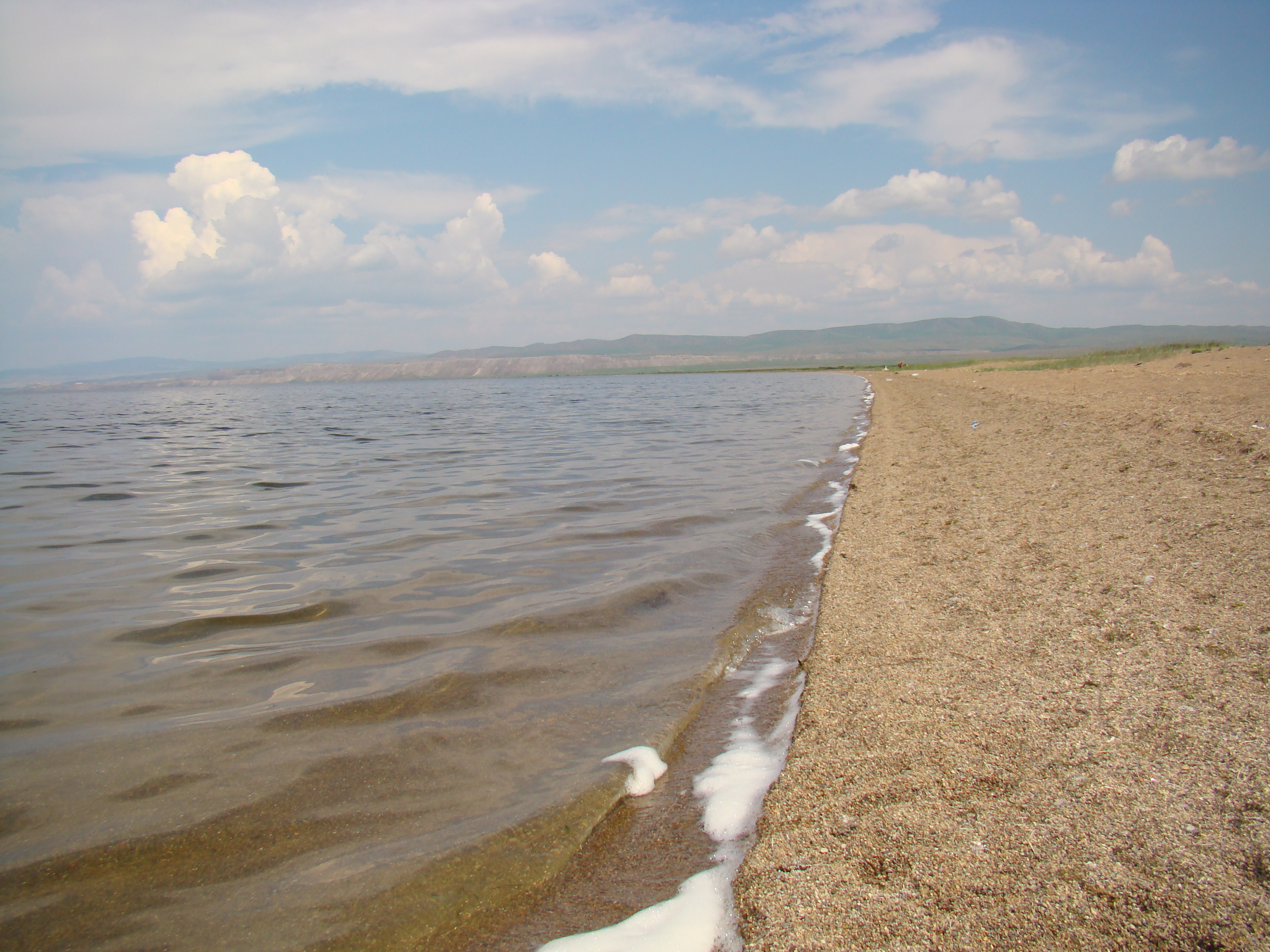
Южный берег